# Cir (metge)
Cir (en llatí Cyrus, en grec antic Κύρος) era un metge probablement d'origen grec que exercí a Roma al segle i aC. El menciona una inscripció con el metge de Lívia Drusil·la, la dona de Drus Cèsar, que més tard seria l'esposa de l'emperador August.